# Avro Canada VZ-9 Avrocar
L'Avro Canada VZ-9 Avrocar est un aéronef à décollage et atterrissage verticaux conçu et développé par Avro Canada (en) dans le cadre d'un projet militaire secret américain lancé dans les premières années de la guerre froide. Pour générer sa portance, l'Avrocar, de forme circulaire, fait appel à l'effet Coandă et utilise un unique turbomoteur, situé au milieu de l'aéronef et dont l'éjection est dirigée vers le bas. En vol, l'Avrocar doit ressembler à une soucoupe volante.
Initialement conçu pour servir d'avion de chasse pouvant voler très vite et très haut, le projet perd graduellement de l'importance au cours du temps avant que l'United States Air Force n'annule complètement le programme. Le développement est repris par l'Armée de terre ; il s'agit désormais d'un aéronef de combat tactique, comme un hélicoptère à hautes performances. Lors des essais en vol, l'Avrocar connait des problèmes de poussée et de stabilité qui ne sont jamais résolus qui réduisent considérablement son domaine de vol ; par la suite, le programme est annulé en septembre 1961.
Tout au long de l'histoire du programme, le projet reçoit de nombreux noms. Avro l'appelle Project Y et les deux appareils sont appelés Spade et Omega. Au projet Y-2 sont attribués par l'USAF les codes et surnoms WS-606A, Project 1794 et Project Silver Bug. Lorsque l'Army se joint au programme, elle lui donne son nom final, « Avrocar » et la désignation « VZ-9 », dans le cadre de ses projets d'aéronefs à décollage et atterrissage verticaux appartenant à la série VZ.

## Conception et développement

### Origines
L'Avrocar est le résultat final d'une série de projets de recherche du concepteur Jack Frost, qui a rejoint Avro Canada en juin 1947 après avoir travaillé pour plusieurs avionneurs britanniques. Il a été employé chez de Havilland à partir de 1942 et a travaillé sur le Hornet, le chasseur à réaction Vampire et le DH 108 Swallow, en tant que concepteur en chef pour les projets supersoniques.

## Caractéristiques (VZ-9-AV)

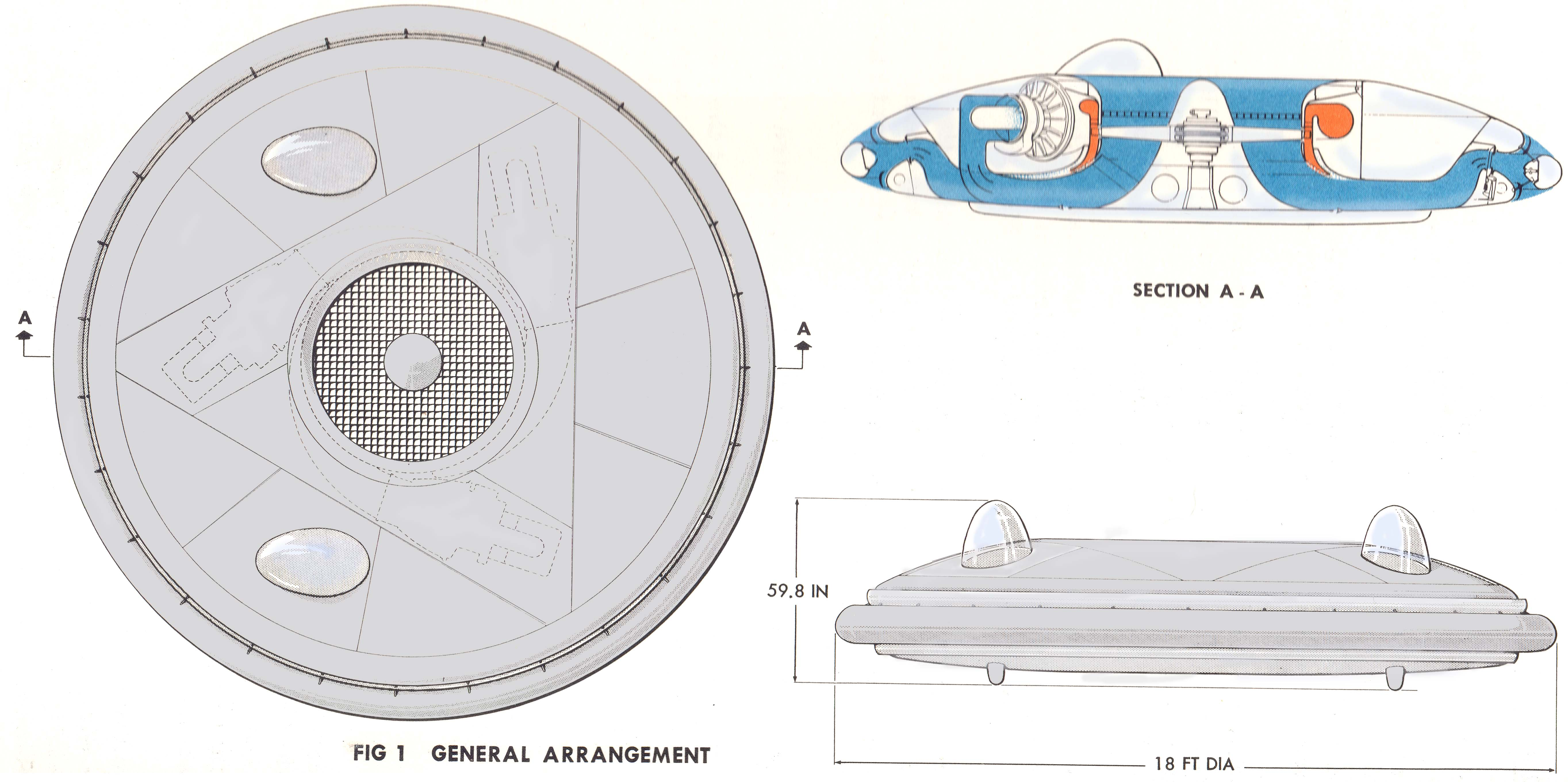
Plan 3-vues de lAvrocar.

Données de Avrocar: Canada's Flying Saucer et The World's Worst Aircraft: From Pioneering Failures to Multimillion Dollar Disasters.

### Caractéristiques générales
- Équipage : 2 membres
- Capacité : 1 observateur ou ingénieur
- Diamètre : 5,5 m
- Hauteur : 1,07 m
- Surface alaire : 23,6 m2
- Masse à vide : 1 361 kg
- Masse maximale au décollage : 2 522 kg
- Motorisation : 3 turboréacteurs Continental J69-T-9
- Poussée unitaire : 2,9 kN

### Performances
- Vitesse maximale : 483 km/h estimée, 56 km/h réelle
- Distance franchissable : 1 601 km, estimée, 127 km réelle
- Plafond : 3 048 m, estimé, 0,91 m, réel